# Bidania-Goiatz
Bidania-Goiatz település Spanyolországban, Gipuzkoa tartományban. Bidania-Goiatz Errezil, Albiztur, Beizama, Legorreta, Itsasondo és Beasain községekkel határos. Lakosainak száma 532 fő (2024).

## Népesség
A település népessége az utóbbi években az alábbiak szerint változott:
| Lakosok száma | 418  | 439  | 464  | 510  | 533  | 524  | 515  | 520  | 534  | 532  |
|               | 2001 | 2004 | 2006 | 2009 | 2011 | 2014 | 2016 | 2019 | 2021 | 2024 |